# Atlético Levante Unión Deportiva
El Atlético Levante Unión Deportiva es un club de fútbol español, filial del Levante Unión Deportiva, de la ciudad de Valencia, en la Comunidad Valenciana. Actualmente juega en la Tercera División RFEF.

## Historia
El equipo fue formado por la unión de la Unión Deportiva Malvarrosa y el Club Deportivo Portuarios, que se llevó a cabo el 10 de noviembre de 1962. A partir de entonces adoptaba el nuevo nombre de Club Atlético Levante, denominación que recuperó en la temporada 2014-15 tras muchos años con el nombre de Levante Unión Deportiva "B".

## Nombres
- Club Atlético Levante - (1962 – 76)
- Levante UD Aficionados - (1976 - 94)
- Levante UD B - (1994 – 2014)
- Atlético Levante UD - (2014 –  )

## Estadio
Ciudad Deportiva de Buñol con capacidad para sobre 1000 personas.

## Entrenadores
Últimos entrenadores
| - José Ángel Moreno (2003 - 2004). - José Luis Oltra (2004 - 2005). - José Ángel Moreno (2005 - 2006). - Carlos Simón Server (2006 - 2007). - Raúl Ruiz (2007 - 2008). | - José Gómez (2008 - 2014). - Miguel Ángel Villafaina (2014 - 2016). - Toni Aparicio (2016). - Carlos Granero (2016 - 2017). - Paco López (2017 - 2018). | - Javier Olaizola (2018). - Luis García Tevenet (2018 - 2020). - Alessio Lisci (2020 - 2021). - Adrián Esteve Muñoz (2021 - 2022). - Chema Sanz (2022 - 2023). - Álvaro del Moral (2023 - 2024). |

## Datos del club
- Temporadas en 2ªB: 11.
- Temporadas en 3.ª: 16.
- Mejor puesto en la liga: 2º (Segunda División B de España 2005-06).
- Peor puesto en la liga: 20º (Segunda División B de España 2007-08).